# 方臘の乱
方臘の乱（ほうろうのらん）は、中国の江南地方で起こった反乱。北宋末期の徽宗の宣和2年（1120年）の出来事である。

## 概要
花石綱事件を直接の原因とし、徽宗が行った種々の苛政を背景にして、漆園の経営者で「喫菜事魔（マニ教）の徒」である方臘の主導によって発生した。反徒は役所や寺・道観・学校を襲撃して官吏を殺害し、一時期は江南の6州52県（あるいは13州53県とも）が反乱軍の手に落ちた。方臘は自らを聖公と名乗り、永楽という年号を定めた。
折りしも北宋では、海上の盟に則り、遼攻撃に備えて禁軍遠征部隊を編成していた。そこから15万を割き、童貫を総司令官として南征軍を編成し、方臘討伐を開始した。童貫が長江を渡渉すると、方臘は銭塘江流域の睦州清渓県に移動して童貫軍の攻撃に備えた。童貫軍は信徒数十万人を殺し尽すという過酷な戦の末に、翌宣和3年（1121年）4月には方臘や方肥らを捕え、開封にてこれを処刑した。
北宋は、この戦線に禁軍を割いたことにより、金との遼共同攻撃に出遅れた。また、禁軍がこの戦線で疲弊したことも、耶律大石戦での敗因の一因となった。
方臘の反乱と、童貫軍の激しい略奪もあいまって、江南の疲弊は大きなものとなった。これは宋の南遷と、その後の対金戦線での苦戦の遠因となっている。

## 水滸伝との関わり
乱の平定に加わった将軍の中に、先に山東で反乱を起こした宋江という人物と同名の将軍がいることが、複数の史料に記されている。この将軍宋江と反乱者宋江が同一人物であるかどうかは定かでないが、中国の学者の中には「梁山泊で反乱を起こした宋江が、朝廷に降伏した後、方臘の乱平定戦に参加した」と考えている者もいる。
これをヒントとして、『水滸伝』及びそれに先立つ『大宋宣和遺事』では、梁山泊の豪傑が乱平定に活躍したことになっており、100回本（120回本）のクライマックスとなっている。

## 関連作品
- 諸星大二郎『鬼市』（『諸怪志異』(3)）
- 諸星大二郎『燕見鬼』（『諸怪志異』(4)）
- 陳舜臣『桃源郷』
- 北方謙三『楊令伝』